# 臺灣日本關係協會
臺灣日本關係協會，簡稱臺日關係協會，由中華民國外交部主導運作，在臺灣與日本關係上擔任居間協調、溝通及交涉之角色，主要聯繫對象為日本政府的日本台灣交流協會。

## 歷史
- 1972年12月2日，行政院設立亞東關係協會，負責與日本關係事務；同月20日，內政部核准亞東關係協會之人民團體設立登記。
- 1972年12月26日，日本方面的財團法人交流協會與台灣方面的亞東關係協會簽署互設駐外辦事處協議，交流協會同意設立臺北事務所與高雄事務所，亞東關係協會同意設立東京事務所與大阪事務所[1]。
- 2005年10月18日，外交部設立「日本事務會」（任務編組），是直屬外交部部長的一級單位，外交部部長陳唐山擔任首任召集人，亞東關係協會秘書長羅坤燦擔任首任執行長；但其並非《外交部組織法》法定單位[2]，且其職責與外交部亞東太平洋司及亞東關係協會重疊，至2008年裁撤。
- 2011年11月14日，《外交部組織法》修正公布，第7條明定外交部「得委託特定團體處理涉外事務」；據此，亞東關係協會維持人民團體地位，外交部委託亞東關係協會辦理日本相關事務。
- 2012年9月3日，外交部相關部門組織調整，亞東關係協會與北美事務協調委員會均改隸外交部，亞東關係協會職員由外交部亞東太平洋司職員兼任。惟兩者不同的是：亞東關係協會為人民團體，名義上是外交部的行政委託單位；北美事務協調委員會則由外交部直接指揮監督。
- 2017年5月17日，亞東關係協會更名為「臺灣日本關係協會」，而日本方面的財團法人交流協會亦於同年1月更名為日本台灣交流協會。[3][4]

## 組織編制
2012年9月3日，外交部相關部門組織調整，亞東關係協會改隸外交部，亞東關係協會職員由外交部亞東太平洋司職員兼任。亞東關係協會分置四組處理臺日相關業務，包括： 
- 秘書組：處理中華民國國民在日本以及日人在華相關事項，與日方聯繫、交涉主要透過交流協會；職員由外交部亞東太平洋司日本綜合事務科兼任。
- 經濟組：處理有關日本經濟、貿易相關事務。
- 文教組：處理有關日本文化、教育、宣傳之研究及相關事務；職員由外交部亞東太平洋司日本文教科兼任。
- 資料組：處理有關政務、政情分析、日本國會議員接待、漁業、航空、光華寮等專案，並蒐集、整理、分析日本政治、經濟、文化等各項資料；職員由外交部亞東太平洋司日本政務科兼任。

## 相關業績
- 日台投資協定（日台民間投資取り決め）
- 台日漁業協議

## 歷任會長

### 亞東關係協會時期
| 任次 | 姓名   | 就任日期      | 卸任日期   | 備註                                                                                       |
| ---- | ------ | ------------- | ---------- | ------------------------------------------------------------------------------------------ |
| 1    | 張研田 | 1972年12月2日 | 1984年5月  |                                                                                            |
| 2    | 張光世 | 1984年5月     | 1985年12月 | 基層公務人員出身，曾任經濟部部長                                                           |
| 3    | 吳玉良 | 1985年12月    | 1988年2月  |                                                                                            |
| 4    | 張寶樹 | 1988年2月     | 1990年8月  | 曾任中國國民黨秘書長                                                                       |
| 5    | 馬樹禮 | 1990年8月     | 1991年9月  | 首任駐日代表，曾任中國廣播公司董事長、中國國民黨秘書長、中視董事長                         |
| 6    | 馬紀壯 | 1991年9月     | 1996年10月 | 海軍二級上將，曾任駐泰國代表                                                               |
| 7    | 林金莖 | 1996年10月    | 2001年9月  |                                                                                            |
| 8    | 莊銘耀 | 2001年9月     | 2002年9月  | 海軍二級上將                                                                               |
| 9    | 許水德 | 2002年9月     | 2004年9月  | 曾任內政部部長、考試院院長                                                                 |
| 10   | 羅福全 | 2004年9月     | 2007年9月  | 曾任駐日代表                                                                               |
| 11   | 陳鴻基 | 2007年9月     | 2009年2月  | 曾任立法委員、臺北駐日本經濟文化代表處副代表                                               |
| 12   | 彭榮次 | 2009年2月     | 2012年2月  |                                                                                            |
| 13   | 廖了以 | 2012年2月     | 2013年5月  | 曾任內政部部長、總統府秘書長、中國國民黨秘書長                                             |
| 14   | 李嘉進 | 2013年5月     | 2016年5月  | 經濟學、日本學學者，曾任立法委員、中華民國國家安全會議諮詢委員                             |
| 15   | 邱義仁 | 2016年5月     | 2017年5月  | 曾任民主進步黨秘書長、行政院秘書長、行政院副院長、總統府秘書長、中華民國國家安全會議秘書長 |

### 臺灣日本關係協會時期[7][8][9]
| 任次 | 姓名   | 肖像 | 就任日期      | 卸任日期      | 備註 |
| ---- | ------ | ---- | ------------- | ------------- | --- |
| 1    | 邱義仁 |      | 2017年5月27日 | 2022年5月26日 | 曾任民主進步黨秘書長、行政院秘書長、行政院副院長、總統府秘書長、中華民國國家安全會議秘書長                 |
| 2    | 蘇嘉全 |      | 2022年5月27日 | 現任          | 曾任立法委員、屏東縣縣長、內政部部長、行政院農業委員會主任委員、民主進步黨秘書長、立法院院長、總統府秘書長 |

## 外部連結
- （繁體中文）（英文）中華民國外交部全球資訊網 （页面存档备份，存于）
- （繁體中文）臺灣日本關係協會 （页面存档备份，存于）
  - （繁體中文）（日語）台北駐日經濟文化代表處 （页面存档备份，存于）
  - （繁體中文）（日語）台北駐日經濟文化代表處 橫濱分處 （页面存档备份，存于）
  - （繁體中文）（日語）台北駐日經濟文化代表處 札幌分處 （页面存档备份，存于）
  - （繁體中文）（日語）台北駐日經濟文化代表處 那霸分處 （页面存档备份，存于）
  - （繁體中文）（日語）台北駐大阪經濟文化辦事處 （页面存档备份，存于）
  - （繁體中文）（日語）台北駐大阪經濟文化辦事處福岡分處 （页面存档备份，存于）
- 亞東關係協會在Flickr上的页面